# Casa Vicens

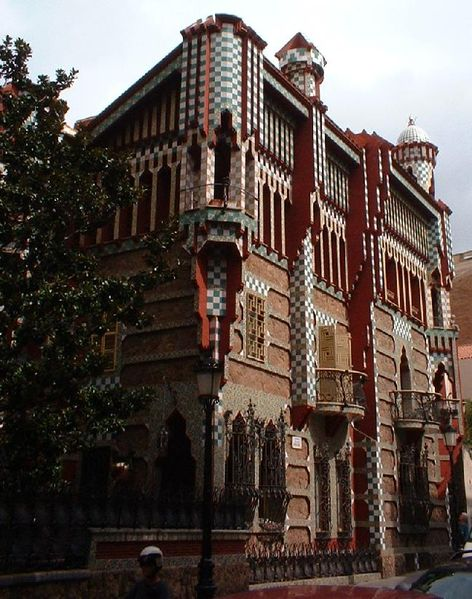
Casa Vicens, Barcelona.

Casa Vicens (ˈkazə βiˈsɛns) är ett bostadshus i Barcelona (Katalonien, Spanien), ritat i Neo-Mudéjarstil av Antoni Gaudí och byggt för industrialisten Manuel Vicens. Huset var Gaudís första större arbete. Sedan 2005 ingår huset i världsarvet "Verk av Antoni Gaudí". 

Huset byggdes 1883-1889 och ligger på Carrer de les Carolines 24, i distriktet Gràcia i Barcelona. Platsen var liten (än mindre idag efter att gatan breddats), jämfört med andra liknande byggnader i området. Icke desto mindre är huset relativt stort och mäter cirka 1 160 m² på fyra våningsplan.
Detta tidiga arbete visar flera influenser. Mest tydligt är den moriska, vilket är särskilt tydligt överst på huset. Huset är byggt med kala stenar, grova röda tegelstenar och färgade keramikkakel i schack- och blommönster (se trencadís). Huset ägare, Manuel Vicens, ägde en tegel- och kakelfabrik, så kaklet hedrade hans sysselsättning. Den gula, zinnia-mönstrade kaklet, ritat av Gaudí tillverkades av Vicens.
Planen är asymmetrisk med utstickande gavlar och strävpelare.
Då byggnaden är en privat bostad, är dess inre inte öppet för allmänheten. Det är dock öppet hus för "grannar och invånare" på Sankta Ritas dag den 22 maj.
I oktober 2007, meddelade en mäklarfirma norr om Barcelona att de fått uppdraget att sälja Casa Vicens. Utgångspriset var satt till 27 miljoner euro.